# Ancistrocladaceae

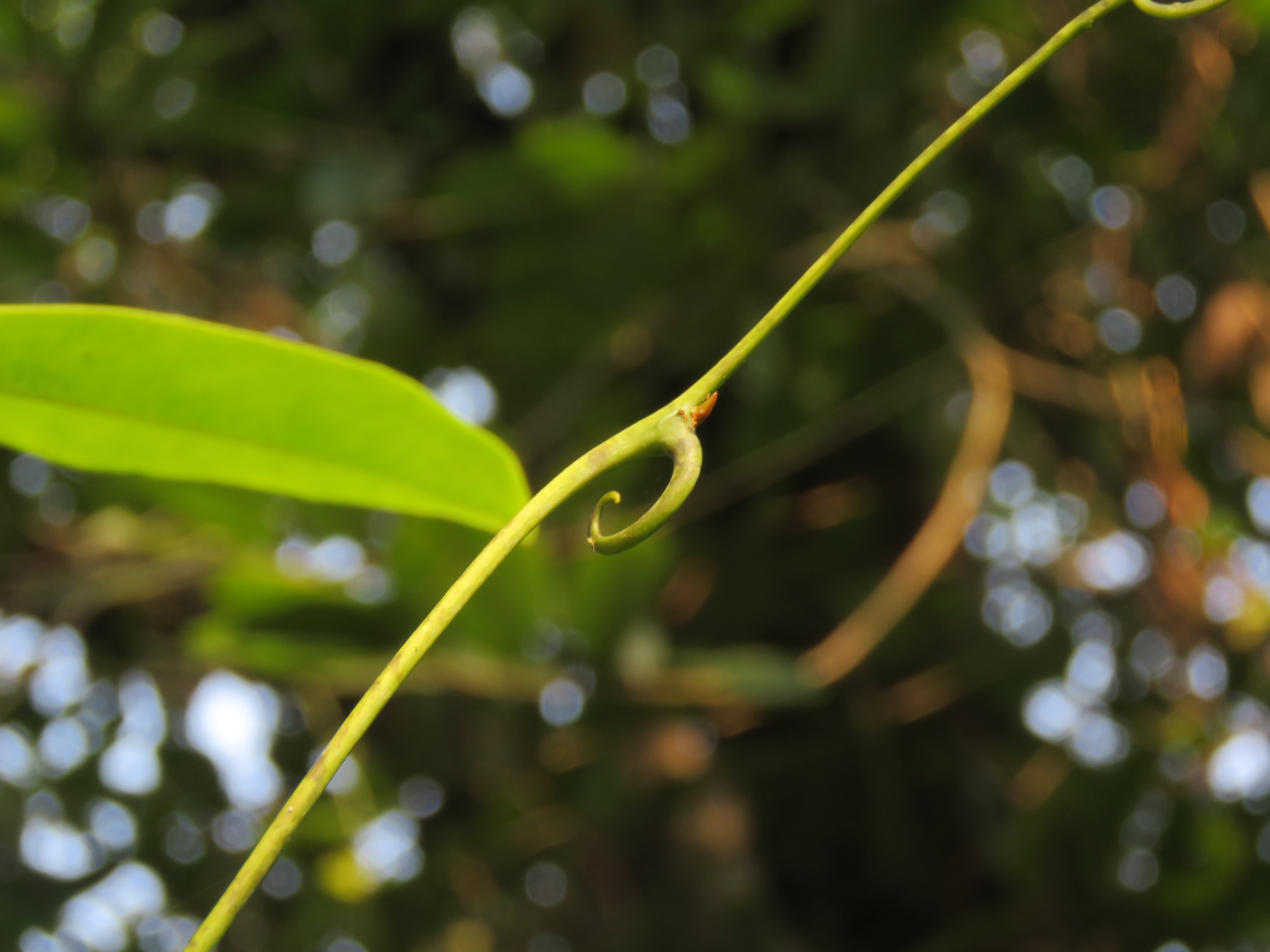
Haczykowate wyrostki pędu u Ancistrocladus heyneanus

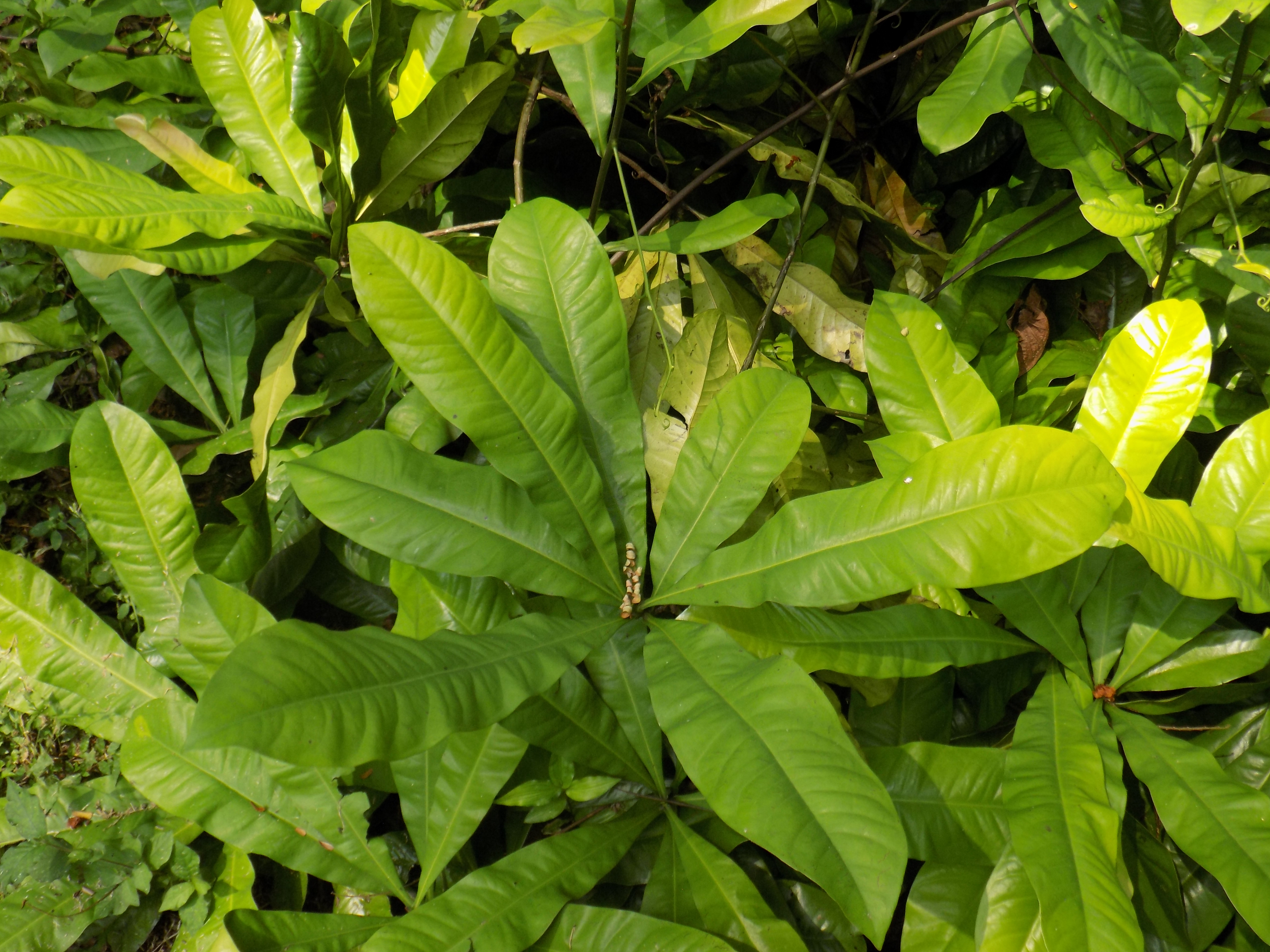
Ancistrocladus korupensis

Ancistrocladaceae – monotypowa rodzina roślin okrytonasiennych. Obejmuje jeden rodzaj Ancistrocladus, w obrębie którego wyróżnia się 20 gatunków. Rośliny te występują w tropikalnej Afryce (od Senegalu po Kenię i Tanzanię) oraz w południowo-wschodniej Azji (od Sri Lanki poprzez wschodnie Himalaje do południowych Chin Sumatry i Borneo). 
Z roślin gatunku Ancistrocladus korupensis uzyskano alkaloid wykazujący działanie przeciw wirusowi HIV. Także inne gatunki wykorzystywane są lokalnie jako lecznicze. Przypisywane jest im działanie antygrzybicze, antymalaryczne i przeciwwirusowe.

## Morfologia
PokrójW większości należące tu rośliny to drewniejące pnącza owijające się łodygą, czasem wspinające się za pomocą haczykowatych pędów bocznych.
LiścieSkrętoległe, rozmieszczone wzdłuż łodygi lub skupione na końcach pędów. Siedzące, aczkolwiek często z długo zwężającą się nasadą blaszki, przypominającą ogonek, pojedyncze, bez przylistków lub z przylistkami drobnymi i szybko odpadającymi. Blaszki całobrzegie, z drobnymi zagłębieniami zawierającymi włoski wydzielające woski.
KwiatyDrobne, bez zapachu, obupłciowe, zebrane w dychotomicznie rozgałęzionych wierzchotkach. Podsadki i przysadki drobne. Działki kielicha w liczbie 5 połączone są u nasady w krótką rurkę. Podczas owocowania działki powiększają się znacznie ułatwiając rozprzestrzenianie owoców. Płatków korony jest 5 i są one zwykle mniej lub bardziej mięsiste. Pręcików jest 10 lub 5, w obu wypadkach wyrastają w pojedynczym okółku, na krótkich, mięsistych nitkach połączonych u dołu. Zalążnia wpół dolna z 3 złączonych owocolistków, jednokomorowa z pojedynczym zalążkiem. Szyjki słupka 3, są wolne lub połączone. Zwieńczone są główkowatym, księżycowatym lub pierzasto podzielonym znamieniem.
OwoceSuche, drewniejące orzeszki zagłębione w korkowaciejącym hypancjum, otoczone skrzydełkowato powiększonymi działkami kielicha.

## Systematyka
Pozycja systematyczna według APweb (aktualizowany system APG IV z 2016)
Pozycja systematyczna roślin z rodzaju Ancistrocladus pozostawała długi czas niejasna. Umieszczane były w rodzinie trudziczkowatych (Combretaceae), malpigiowatych (Malpighiaceae) i dwuskrzydłowatych (Dipterocarpaceae). Dowody wynikające z analiz morfologicznych ziarn pyłku oraz z sekwencjonowania DNA świadczą o tym, że jest to rodzina siostrzana dla Dioncophyllaceae:
|  | Droseraceae – rosiczkowate      |
|  |                                 |
|  | Nepenthaceae – dzbanecznikowate |
|  |                                 |

|  | Drosophyllaceae – rosolistnikowate                                     |
|  |                                                                        |
|  | \| \| Ancistrocladaceae \| \| \| \| \| \| Dioncophyllaceae \| \| \| \| |
|  |                                                                        |
|  | Ancistrocladaceae                                                      |
|  |                                                                        |
|  | Dioncophyllaceae                                                       |
|  |                                                                        |

|  | Ancistrocladaceae |
|  |                   |
|  | Dioncophyllaceae  |
|  |                   |

|  | Droseraceae – rosiczkowate      |
|  |                                 |
|  | Nepenthaceae – dzbanecznikowate |
|  |                                 |

|  | Drosophyllaceae – rosolistnikowate                                     |
|  |                                                                        |
|  | \| \| Ancistrocladaceae \| \| \| \| \| \| Dioncophyllaceae \| \| \| \| |
|  |                                                                        |
|  | Ancistrocladaceae                                                      |
|  |                                                                        |
|  | Dioncophyllaceae                                                       |
|  |                                                                        |

|  | Ancistrocladaceae |
|  |                   |
|  | Dioncophyllaceae  |
|  |                   |

|  | Frankeniaceae – pomorzlinowate |
|  |                                |
|  | Tamaricaceae – tamaryszkowate  |
|  |                                |

|  | Plumbaginaceae – ołownicowate |
|  |                               |
|  | Polygonaceae – rdestowate     |
|  |                               |

|  | Frankeniaceae – pomorzlinowate |
|  |                                |
|  | Tamaricaceae – tamaryszkowate  |
|  |                                |

|  | Plumbaginaceae – ołownicowate |
|  |                               |
|  | Polygonaceae – rdestowate     |
|  |                               |

|  | Droseraceae – rosiczkowate      |
|  |                                 |
|  | Nepenthaceae – dzbanecznikowate |
|  |                                 |

|  | Drosophyllaceae – rosolistnikowate                                     |
|  |                                                                        |
|  | \| \| Ancistrocladaceae \| \| \| \| \| \| Dioncophyllaceae \| \| \| \| |
|  |                                                                        |
|  | Ancistrocladaceae                                                      |
|  |                                                                        |
|  | Dioncophyllaceae                                                       |
|  |                                                                        |

|  | Ancistrocladaceae |
|  |                   |
|  | Dioncophyllaceae  |
|  |                   |

|  | Droseraceae – rosiczkowate      |
|  |                                 |
|  | Nepenthaceae – dzbanecznikowate |
|  |                                 |

|  | Drosophyllaceae – rosolistnikowate                                     |
|  |                                                                        |
|  | \| \| Ancistrocladaceae \| \| \| \| \| \| Dioncophyllaceae \| \| \| \| |
|  |                                                                        |
|  | Ancistrocladaceae                                                      |
|  |                                                                        |
|  | Dioncophyllaceae                                                       |
|  |                                                                        |

|  | Ancistrocladaceae |
|  |                   |
|  | Dioncophyllaceae  |
|  |                   |

|  | Frankeniaceae – pomorzlinowate |
|  |                                |
|  | Tamaricaceae – tamaryszkowate  |
|  |                                |

|  | Plumbaginaceae – ołownicowate |
|  |                               |
|  | Polygonaceae – rdestowate     |
|  |                               |

|  | Frankeniaceae – pomorzlinowate |
|  |                                |
|  | Tamaricaceae – tamaryszkowate  |
|  |                                |

|  | Plumbaginaceae – ołownicowate |
|  |                               |
|  | Polygonaceae – rdestowate     |
|  |                               |

Podział
Rodzaj: Ancistrocladus Wallich, Num. List 1052. 1829 (nom. cons.)
- Ancistrocladus abbreviatus Airy Shaw
- Ancistrocladus attenuatus Dyer
- Ancistrocladus barteri Scott Elliot
- Ancistrocladus congolensis J.Léonard
- Ancistrocladus ealaensis J.Léonard
- Ancistrocladus grandiflorus Cheek
- Ancistrocladus griffithii Planch.
- Ancistrocladus guineensis Oliv.
- Ancistrocladus hamatus (Vahl) Gilg
- Ancistrocladus heyneanus Wall. ex J.Graham
- Ancistrocladus ileboensis Heubl, Mudogo & G.Bringmann
- Ancistrocladus korupensis D.W.Thomas & Gereau
- Ancistrocladus letestui Pellegr.
- Ancistrocladus likoko J.Léonard
- Ancistrocladus pachyrrhachis Airy Shaw
- Ancistrocladus robertsoniorum J.Léonard
- Ancistrocladus tanzaniensis Cheek & Frimodt-Møller
- Ancistrocladus tectorius (Lour.) Merr.
- Ancistrocladus uncinatus Hutch. & Dalziel
- Ancistrocladus wallichii Planch.